# Vincetoxicum insulanum
Vincetoxicum insulanum är en oleanderväxtart som först beskrevs av Henry Fletcher Hance, och fick sitt nu gällande namn av Carl Ernst Otto Kuntze. Vincetoxicum insulanum ingår i släktet tulkörter, och familjen oleanderväxter. Inga underarter finns listade i Catalogue of Life.